# Potențial de membrană
Potențialul de membrană (potențial transmembranar sau tensiune membranară) este diferența de potențial electric între interiorul și exteriorul unei celule biologice. Toate celulele biologice sunt înconjurate de o membrană compusă dintr-un bistrat lipidic (modelul mozaicului fluid (Zinger & Nicholson, 1972).) cu o varietate de tipuri de proteine încorporate în ea. Potențialul de membrană apare în primul rând din interacțiunea între membrană și acțiunile a două tipuri de proteine  transmembranale (transmembranare) încorporate în membrană. Membrana servește atât ca un izolator și barieră de difuzie a ionilor. Proteinele pompe ionice activ ioni prin membrană de a stabili gradienți de concentrație prin membrană, și canalele ionice permit ionilor traversarea prin membrană în sensul gradientele de concentrație, un proces cunoscut sub numele de difuzie facilitată. Transportul ionic Na + / K + are loc astfel: ionii de sodiu din interior spre exterior, și ionii de potasiu din exterior spre interiorul celulei. Aceasta stabilește doi gradienți de concentrație: un gradient pentru sodiu în cazul în care concentrația acestuia este mult mai mare decat în afara în interiorul celulei, și un gradient de potasiu în cazul în care concentrația acestuia este mult mai mare în interiorul celulei decât în afară. Proteine transmembranale (transmembranare) permit ionilor de potasiu difuzia prin membrană în sensul gradientul de concentrație, care a fost creat prin ATPaze, creând o separare de sarcini electrice, și, astfel, o tensiune transmembranală (transmembranară). 